# Mensa in Deutschland
Mensa in Deutschland e. V. (MinD) ist der deutsche Zweig von Mensa International. Laut eigener Satzung hat Mensa das Ziel, hochbegabte Menschen in Kontakt zu bringen und die Erforschung der menschlichen Intelligenz zu fördern. Der Verein gibt an anzustreben, dass „Intelligenz stets zum Wohle der Menschheit“ einzusetzen ist, und vertritt keine politische oder religiöse Meinung.
Mensa in Deutschland wurde 1979 gegründet und hatte Anfang 2024 knapp 17.000 Mitglieder.

## Geschichte
Mensa wurde 1946 in Großbritannien von Roland Berrill und Lancelot Ware gegründet. Für Personen in Deutschland war nur die direkte Mitgliedschaft bei Mensa International möglich. Anfang der 1960er Jahre bemühte sich Michael Graf Soltikow um die Gründung einer ersten Organisation nach Vorbild der britischen Mensa. Tatsächlich entstand der erste deutschsprachige Zweig am 4. Juni 1966 in Frankfurt/Main mit der Gründungsversammlung als Deutsche Mensa e. V.; die Vorsitzenden waren für Deutschland Audrey Le Lièvre (Düsseldorf), für die Schweiz Hans Eberstark (Genf) und für Österreich Georg Fischhof (Wien). Dieser Verein hatte jedoch nur wenige Jahre Bestand. Erst 1979 erfolgte die Neugründung. Am 21. September 1981 wurde Mensa in Deutschland als Verein nach deutschem Recht ins Vereinsregister Köln eingetragen. Zu den ersten Vorstandsmitgliedern zählten Hasso Streger und Hans Lippmann.
Hasso Streger (7. Oktober 1942 bis 10. Dezember 1998) leitete bis Ende der 1980er Jahre die Geschäftsstelle in Bochum-Wiemelhausen. In den Anfangsjahren erhielt Streger noch Anrufe, die der Mensa der Ruhr-Universität Bochum galten. Streger übersetzte ein Rätselbuch unter dem Titel Mensa Quadrat – Denksportaufgaben für Hochbegabte (1988) des ehemaligen Mensa-International-Vizepräsidenten Victor Serebriakoff ins Deutsche. Bei Preisausschreiben mit Denkrätseln in der regionalen Presse gab es das Buch zu gewinnen. Auch machte Streger in Karl Dalls Fernsehshow DALL-AS den Verein Mensa einer größeren Öffentlichkeit bekannt. Im September 2001 erlangte der Verein durch die RTL-Show "Der große IQ-Test - wie schlau ist Deutschland?" nochmals eine erheblich höhere Bekanntheit, da für die Durchführung der Sendung ein Mensa-Expertenteam assistierte.
Der Schriftsetzer Hans Lippmann († 1997) sorgte in seiner Druckerei in Passau für Layout und Druck der Mitgliederzeitschrift „Bagatelle“, seit seinem Tod weitergeführt als „MinD-Magazin“. Udo Schultz unterstützte den Vorstand von 1984 bis 1991 und wurde später zum Ehrenmitglied ernannt.
Im November 2013 gründete der Verein die MinD-Stiftung, eine gemeinnützige Stiftungsgesellschaft, zur besseren Förderung von Hochbegabten und zur Unterstützung von Forschung im Bereich der Intelligenz.

## Tests
Mensa bietet in fast allen Regionen Deutschlands regelmäßig schriftliche Intelligenztests an, die anschließend durch einen Psychologen nach einem standardisierten Verfahren ausgewertet werden. Die Tests dauern ca. 90 Minuten; es gibt je eine Testversion für Teilnehmer mit bzw. ohne ausreichende Deutschkenntnisse. Die Lösungen werden in einem für die standardisierte Auswertung geeigneten Lösungsbogen und nicht im Aufgabenheft angegeben. Das Ergebnis wird etwa eine Woche später postalisch übersandt. Wer eine Auswertung seines Intelligenzprofils wünscht, erhält diese gegen Gebühr. Am jährlich im Herbst stattfindenden Tag der Intelligenz bietet Mensa in vielen Städten Deutschlands Tests zu vergünstigten Konditionen an. Zwei Universitäten befreiten eine Zeit lang Studenten von Studiengebühren, wenn ein IQ-Test-Ergebnis vorgelegt wurde, das auch zur Mitgliedschaft bei Mensa berechtigte. An der Universität Konstanz wurde diese Regelung im Jahr 2007 gestrichen und an der Universität Freiburg ist diese Regelung seit April 2009 aufgehoben.

## Mitgliedschaft
Das Kriterium für die Mitgliedschaft bei Mensa ist ein Intelligenzquotient, der höher ist als bei 98 % der Bevölkerung. Bei den in Deutschland üblichen Intelligenztests (Mittelwert 100, Standardabweichung 15) entspricht das einem Wert ab 130. Mensa bietet dafür einen eigenen Intelligenztest an, der durch einen Psychologen ausgewertet wird. Dieser ist für Personen ab vierzehn Jahren zugelassen. Externe Gutachten, z. B. von niedergelassenen Psychologen, können ebenfalls anerkannt werden; für Kinder unter vierzehn Jahren ist dies die einzige Möglichkeit. Fast die Hälfte der Neumitglieder reicht externe Gutachten ein. Oft werden hohe IQ-Werte zuerst in mensa-unabhängigen Tests erreicht und daraufhin wird eine Aufmerksamkeit für das Thema Hochbegabung und Mensa geschaffen.

### Organisation
Der Verein ist strukturiert in unterschiedliche Ortsgruppen. Diese werden LocSec (Local Secretaries) genannt. Jedes Mensa-Mitglied ist dem LocSec seines Wohnorts zugeordnet, kann aber an den Aktivitäten und Stammtischen anderer LocSec ebenso teilnehmen.

### Jahrestreffen
Zur Umrahmung der jährlich stattfindenden Mitgliederversammlung organisiert der Verein bzw. der jeweilige LocSec für alle Mensa-Mitglieder ein umfangreiches Jahrestreffen. Dieses wird jeweils im April in einer deutschen Großstadt ausgetragen und dauert circa vier bis fünf Tage. Für das Jahrestreffen können sich LocSecs bewerben, die bei Zuteilung der Ausrichtung dann die Organisation übernehmen. Die Jahrestreffen umfassen neben der Mitgliederversammlung vor allem zahlreiche Firmen- und Fabrikbesichtigungen, Führungen, Museenbesuche, kulturelle Veranstaltungen sowie Workshops und Vorträge. Mensa-Mitglieder erhalten dabei detailreiche Einblicke in die Produktionsabläufe und Prozesse der regional ansässigen Firmen und Konzerne.